# Мительман, Михаил Исаакович
Михаил Исаакович Мительман (1899—1979) — советский экономист, экономико-географ и писатель, сотрудник ЦУНХУ Госплана СССР. Кандидат физико-математических наук. Художественную прозу публиковал под псевдонимами «М. Чесс» и «Мих. И. Чесс».

## Биография
Родился в 1899 году в Могилёвской губернии. Вырос в Смоленске, где у его отца была мастерская по вышиванию военных погон канителью. В 1923 году работал в Госкино (Центральное государственное фотокинопредприятие, Москва). Публиковал рассказы в советской прессе. Единственный сборник «Ёлоп: страницы из жизни Старова» вышел в ленинградском рабочем издательстве «Прибой» в 1925 году. Книга написана как кино-роман от лица анархиста Старова, осуждённого в начале 1920-х годов. В 1920—1930-е годы работал в Центральном статистическом управлении Госплана СССР.
В 1940—1950-е годы находился в заключении в Кемеровской области и в Воркуте (Речлаг), в одном бараке с поэтом Иосифом Керлером и прозаиком Григорием Прейгерзоном. Последний многократно упоминает его в «Дневнике воспоминаний бывшего лагерника (1949—1955)». Осуждён на 10 лет за «антисоветскую агитацию». На поселении работал старшим плановиком на шахте. После освобождения в 1955 году жил в Москве, где и умер в 1979 году. Похоронен на Востряковском еврейском кладбище.
Автор книг по графическому учёту, центрографии. Опубликованная в 1929 году в журнале «Плановое хозяйство» работа «Вопросы фиксации наблюдений и центрографический метод» уже в следующем году подверглась разгромной критике со стороны А. Боярского, где М. И. Мительман и Е. Е. Святловский названы главными «апологетами методов центрографии». В 1931 году имя Мительмана в связи с методом центрографии фигурировало уже в программной статье Э. Кольмана «Вредительство в науке».

## Семья
- Жена — Мариам Айзиковна (Мария Аркадьевна) Мительман (урождённая Фридзон, 1898—1995), инспектор по снабжению литературой в Госиздате, арестована 14 ноября 1950 года, на спецпоселении в Усть-Кане и в деревне Атаманово Сухобузимского района Красноярского края, освобождена по амнистии 3 июня 1953 года[16][17].
- Сестра — Хьена Ицковна Каценеленбоген (урождённая Мительман, 1898—1963).

## Монографии
- Вопросы фиксации наблюдений и центрографический метод. М.: 7-я тип. «Искра революции» Мосполиграфа, 1929.
- Графические методы в учёте, планировании и организации. М.: Союзоргучёт, 8-я тип. Мособлполиграф, 1933—1934.
- Графики в планировании и учёте. Методика графических изображений (с Л. А. Бызовым). Вып. 4. М.: ЦУНХУ Госплана СССР, Союзоргучёт, 1935. — 192 с.

## Художественная проза
- Мих. И. Чесс. Ёлоп: страницы из жизни Старова. Л.: Прибой, 1925. — 260 с. — 7000 экз.[18]

## Публикации
- М. И. Мительман. Вопросы фиксации наблюдений и центрографический метод. Плановое хозяйство, № 10 (октябрь) 1929; Стр. 117—141.[19]
- М. И. Мительман. На путях к созданию хозяйственной энциклопедии СССР. Советское краеведение, 1931, № 7—8; стр. 23—29.